# Шайгуші (Темниковський район)
Шайгуші́ (рос. Шайгуши, ерз. Шайгуши) — селище у складі Темниковського району Мордовії, Росія. Входить до складу Бабеєвського сільського поселення.
Населення — 14 осіб (2010; 36 у 2002).
Національний склад (станом на 2002 рік):
- росіяни — 78 %